# Cleistes magnifica
Cleistes magnifica é uma espécie de orquídea terrestre de folhas alternadas e flores grandes que abrem em sucessão, com raízes tuberosas delicadas, habitante do sul do Brasil.